# Річард Гамільтон (баскетболіст)
Річард Клей «Ріп» Гамільтон (англ. Richard Clay "Rip" Hamilton, нар. 14 лютого 1978, Коутсвіль) — колишній американський професійний баскетболіст, що грав на позиціях легкого форварда і атакувального захисника за декілька команд НБА, зокрема за «Детройт Пістонс», яка навіки закріпила за ним ігровий № 32. Чемпіон НБА 2004 року, трьохразовий учасник матчів всіх зірок.

## Ігрова кар'єра

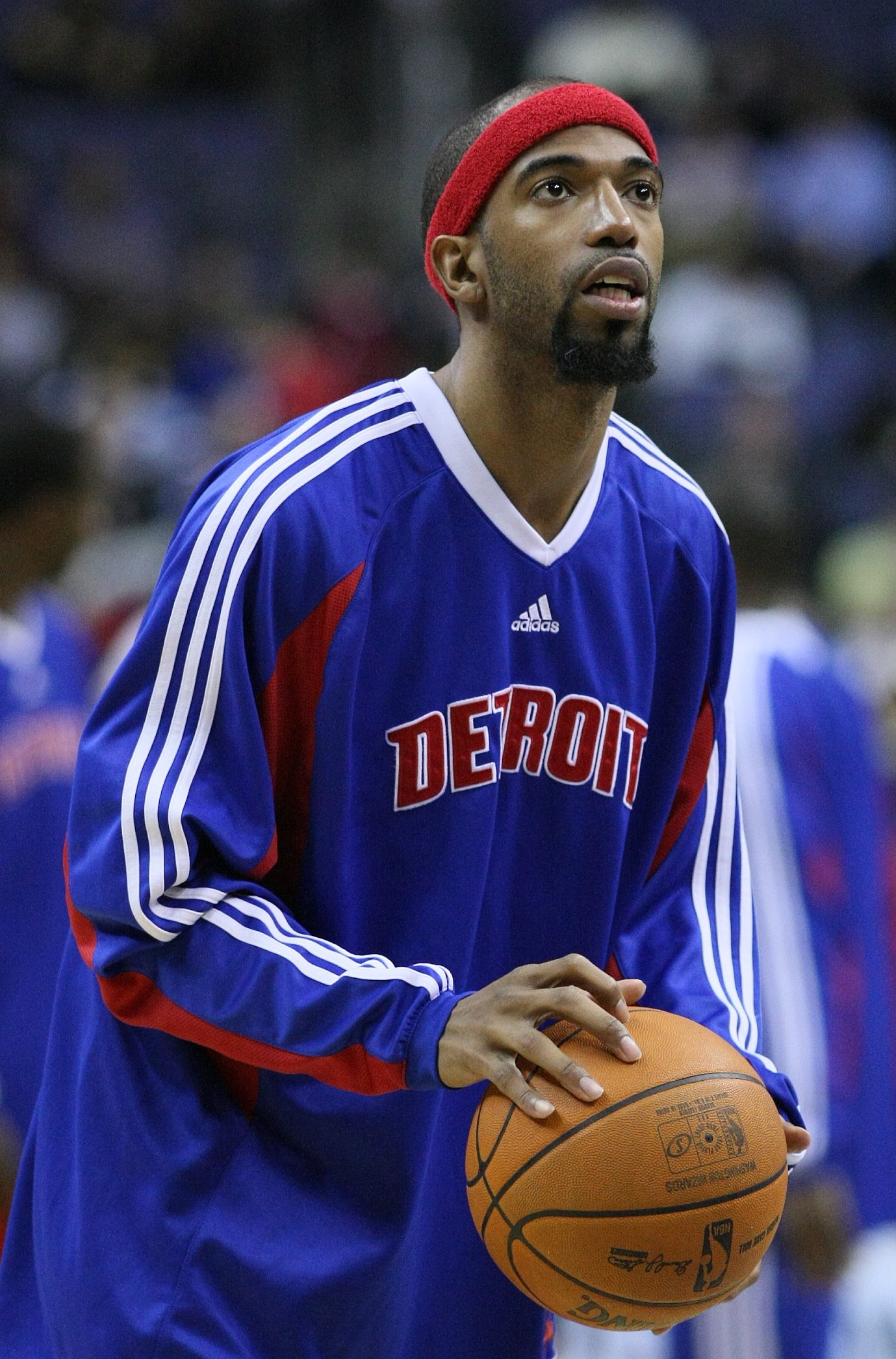
Гамільтон був найрезультативнішим гравцем «Детройту» протягом восьми сезонів поспіль

Починав грати у баскетбол у команді Коутсвільської старшої школи (Коутсвіль, Пенсільванія). На університетському рівні грав за команду Університету Коннектикуту (1996—1999). 1999 року виграв з командою чемпіонат NCAA, завдавши у фіналі поразки фавориту «Дьюк Блу Девілз», та, набравши у тому матчі 27 очок, 7 підбирань та 3 асисти.
Того ж 1999 року був обраний у першому раунді драфту НБА під загальним 7-м номером командою «Вашингтон Візардс». У своєму першому сезоні зіграв у 71 матчі, виходячи на майданчик з лавки та замінюючи Мітча Річмонда. Наступного сезону Гамільтона перевели на позиції легкого форварда, тому він уже провів 78 матчів, 42 з яких у старті та набирав в середньому 18,1 очко за гру. У міжсезонні було оголошено, що Майкл Джордан приєднується до «Візардс», тому Гамільтона перевели назад на позиції атакуючого захисника, віддавши Джордану роль третього номера. У наступному сезоні в середньому набирав 20 очок, незважаючи на низку травм.
У вересні 2002 року разом з Боббі Сіммонсом та Губертом Девісом був обміняний до «Детройт Пістонс» на Ратка Варду, Браяна Кардинала та Джеррі Стекгауза. Гамільтон одразу ж завоював місце у стартовому складі та провів всі 82 гри в сезоні, набираючи 19,7 очок за гру. Допоміг команді пробитися до фіналу Східної конференції, де вона поступилася «Нью-Джерсі Нетс».

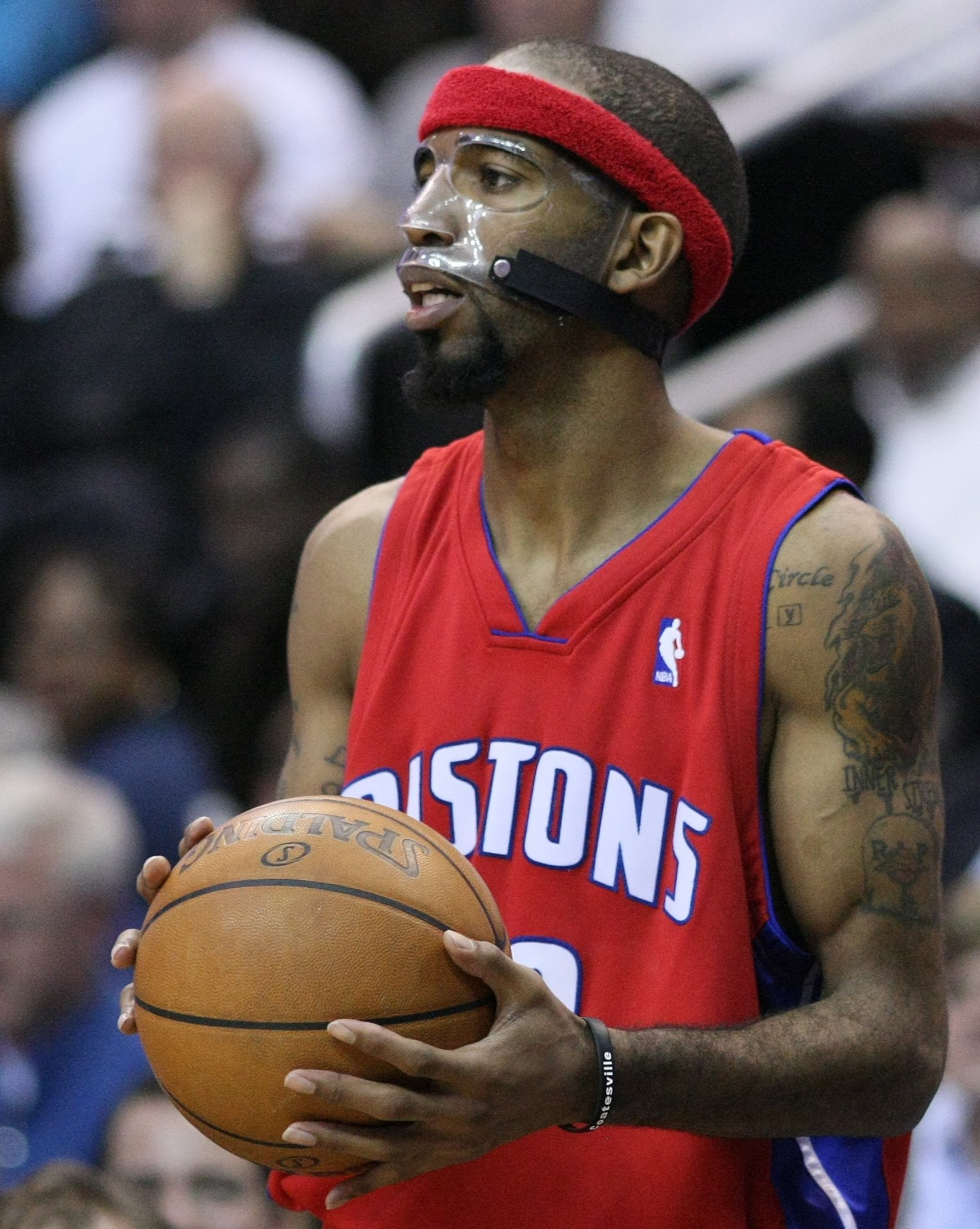
Гамільтон почав носити маску з 2003 року

На початку сезону 2003—2004 двічі розбивав ніс, через що лікарі порадили грати у масці. Це стало його звичкою та образом. Другий сезон поспіль був лідером «Пістонс» за результативністю із 17,6 очками за гру. У плей-оф команда по черзі вибила «Мілвокі Бакс», «Нью-Джерсі Нетс» та у фіналі Східної Конференції «Індіана Пейсерз». До фіналу НБА «Детройт» підходив як аутсайдер протистояння з діючими чемпіонами «Лос-Анджелес Лейкерс». Проте перемогу святкували саме вони, а провідну роль в атаці відіграв саме Гамільтон з 21,4 очками за гру у фінальній серії.
Наступного сезону, 6 січня 2005 року Гамільтон набрав 14 очок штрафними кидками, проте був 0 з 10 з гри — це був перший випадок в історії НБА, коли гравець не заробив жодного очка з гри, проте був лідером своєї команди за результативністю. «Детройт» знову добрався до фіналу НБА, проте поступився у серії з семи ігор «Сан-Антоніо Сперс» з Тімом Данканом, Тоні Паркером та Ману Жинобілі у складі.
У сезоні 2005—2006 Гамільтон покращив свою результативність, набираючи 20,1 очка за гру. Також був вперше включений до матчу всіх зірок та став лідером ліги за відсотком влучань трьохочкових кидків (45,8 %). «Детройт» на чолі з Гамільтоном дійшов до фіналу Східної конференції, проте поступився «Маямі Гіт» з Двейдом Вейдом.
27 грудня 2006 року провів найрезультативнішу гру в кар'єрі, набравши 51 очко у матчі проти «Нью-Йорк Нікс». У сезоні в середньому набирав 19,8 очка та знову був включений до складу східної команди на Матч зірок. У плей-оф команда спочатку обіграла «Орландо Меджик», потім «Чикаго Булз», але у фіналі конференції поступилася «Клівленд Кавальєрс» з Леброном Джеймсом на чолі.
В наступному сезоні Гамільтон набирав 17,3 очки за гру та знову попав на Матч всіх зірок. Команда вшосте поспіль досягла фіналу Східної конференції, де поступилася «Бостон Селтікс».

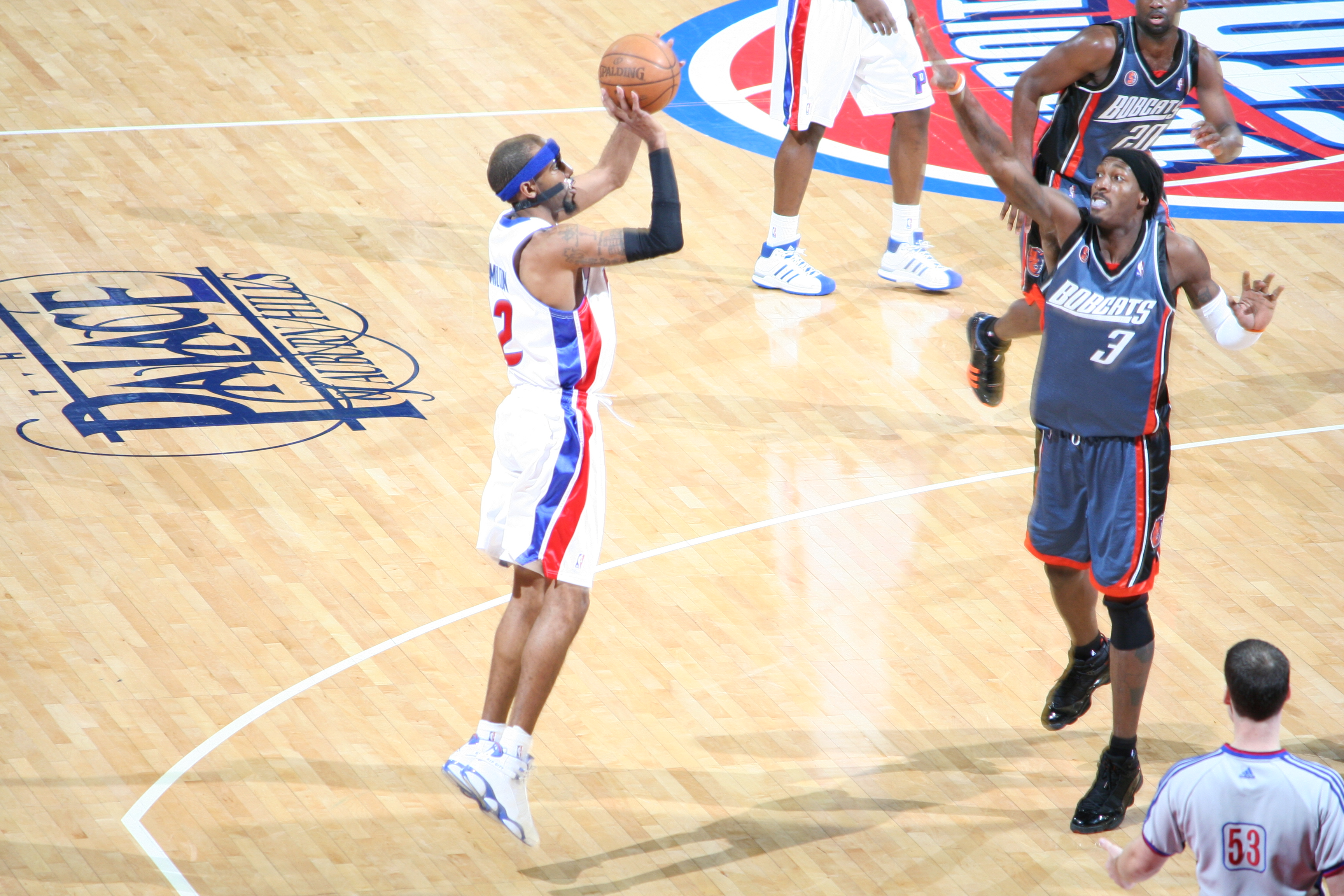
Гамільтон виконує кидок, 2009

На початку сезону 2008—2009 «Детройт» обміняв одного з лідерів команди Чонсі Біллапса на Аллена Айверсона, що викликало невдоволення Гамільтона. Проте все-таки він погодився на продовження контракту. Однак із втратою Біллапса та сезоном раніше Бена Воллеса команда вже не демонструвала, хоча і пробилася до плей-оф, де була вибита «Клівлендом».
Більше «Пістонс» з Гамільтоном у складі до плей-оф не пробивалися, а 2011 року взагалі відбувся конфлікт у гравця з тренером.
Тому у грудні Гамільтон вирішив змінити команду та підписав контракт з «Чикаго Буллз». Через травми зіграв лише у 28 іграх, які були всі зі стартових хвилин. Наступного року вже відіграв 50 матчів, набираючи 9,8 очка за гру.
26 лютого 2015 року Гамільтон офіційно завершив спортивну кар'єру. Рівно через два роки «Пістонс» назавжди закріпили за ним номер 32.

## Статистика виступів
| † | Позначає сезон, в якому Річард Гамільтон ставав чемпіоном НБА |

### Регулярний сезон
| Сезон              | Команда             | GP  | GS  | MPG  | FG%  | 3P%  | FT%  | RPG | APG | SPG | BPG | PPG  |
| ------------------ | ------------------- | --- | --- | ---- | ---- | ---- | ---- | --- | --- | --- | --- | ---- |
| 1999–00            | «Вашингтон Візардс» | 71  | 12  | 19.3 | .420 | .364 | .774 | 1.8 | 1.5 | .4  | .1  | 9.0  |
| 2000–01            | «Вашингтон Візардс» | 78  | 42  | 32.3 | .438 | .274 | .868 | 3.1 | 2.9 | 1.0 | .1  | 18.1 |
| 2001–02            | «Вашингтон Візардс» | 63  | 57  | 35.0 | .435 | .381 | .890 | 3.4 | 2.7 | .6  | .2  | 20.0 |
| 2002–03            | «Детройт Пістонс»   | 82  | 82  | 32.2 | .443 | .269 | .833 | 3.9 | 3.5 | .8  | .2  | 19.7 |
| 2003–04†           | «Детройт Пістонс»   | 78  | 78  | 35.5 | .455 | .265 | .868 | 3.6 | 4.0 | 1.3 | .2  | 17.6 |
| 2004–05            | «Детройт Пістонс»   | 76  | 76  | 38.5 | .440 | .305 | .858 | 3.9 | 4.9 | 1.0 | .2  | 18.7 |
| 2005–06            | «Детройт Пістонс»   | 80  | 80  | 35.3 | .491 | .458 | .845 | 3.2 | 3.4 | .7  | .2  | 20.1 |
| 2006–07            | «Детройт Пістонс»   | 75  | 75  | 36.8 | .468 | .341 | .861 | 3.8 | 3.8 | .8  | .2  | 19.8 |
| 2007–08            | «Детройт Пістонс»   | 72  | 72  | 33.7 | .484 | .440 | .833 | 3.3 | 4.2 | 1.0 | .1  | 17.3 |
| 2008–09            | «Детройт Пістонс»   | 67  | 51  | 34.0 | .447 | .368 | .848 | 3.1 | 4.4 | .6  | .1  | 18.3 |
| 2009–10            | «Детройт Пістонс»   | 46  | 46  | 33.7 | .409 | .297 | .846 | 2.7 | 4.4 | .7  | .1  | 18.1 |
| 2010–11            | «Детройт Пістонс»   | 55  | 39  | 27.2 | .429 | .382 | .849 | 2.3 | 3.1 | .7  | .1  | 14.1 |
| 2011–12            | «Чикаго Буллз»      | 28  | 28  | 24.9 | .452 | .370 | .784 | 2.4 | 3.0 | .4  | .0  | 11.6 |
| 2012–13            | «Чикаго Буллз»      | 50  | 45  | 21.8 | .429 | .308 | .857 | 1.7 | 2.4 | .5  | .1  | 9.8  |
| Усього за кар'єру  |                     | 921 | 783 | 32.1 | .449 | .346 | .852 | 3.1 | 3.4 | .8  | .1  | 17.1 |
| В іграх усіх зірок |                     | 3   | 0   | 15.3 | .458 | .500 | .000 | 2.0 | 1.3 | .0  | .0  | 7.7  |

### Плей-оф
| Сезон             | Команда           | GP  | GS  | MPG  | FG%  | 3P%  | FT%  | RPG | APG | SPG | BPG | PPG  |
| ----------------- | ----------------- | --- | --- | ---- | ---- | ---- | ---- | --- | --- | --- | --- | ---- |
| 2003              | «Детройт Пістонс» | 17  | 17  | 38.8 | .442 | .333 | .906 | 3.9 | 2.6 | .8  | .1  | 22.5 |
| 2004†             | «Детройт Пістонс» | 23  | 23  | 40.2 | .447 | .385 | .848 | 4.6 | 4.2 | 1.2 | .0  | 21.5 |
| 2005              | «Детройт Пістонс» | 25  | 25  | 43.2 | .453 | .294 | .798 | 4.3 | 4.3 | .8  | .1  | 20.0 |
| 2006              | «Детройт Пістонс» | 18  | 18  | 38.3 | .413 | .350 | .851 | 2.9 | 2.7 | .9  | .3  | 20.4 |
| 2007              | «Детройт Пістонс» | 16  | 16  | 39.9 | .429 | .400 | .865 | 4.3 | 3.8 | .9  | .1  | 18.8 |
| 2008              | «Детройт Пістонс» | 17  | 17  | 38.6 | .470 | .308 | .911 | 4.2 | 3.9 | 1.4 | .5  | 21.6 |
| 2009              | «Детройт Пістонс» | 4   | 4   | 38.5 | .356 | .200 | .900 | 2.8 | 5.0 | 1.3 | .3  | 13.3 |
| 2012              | «Чикаго Буллз»    | 6   | 6   | 28.5 | .414 | .333 | .818 | 3.2 | 3.0 | .2  | .0  | 13.0 |
| 2013              | «Чикаго Буллз»    | 4   | 0   | 17.0 | .370 | .429 | .750 | .8  | 1.3 | .3  | .5  | 6.5  |
| Усього за кар'єру |                   | 130 | 126 | 38.8 | .439 | .340 | .860 | 3.9 | 3.6 | .9  | .2  | 19.8 |